# Confabulación (psicología)
En psicología, la confabulación es un sesgo de memoria que se define como la producción de recuerdos fabricados, distorsionados o malinterpretados sobre uno mismo o sobre el mundo. Generalmente se asocia con ciertos tipos de daño cerebral (especialmente el aneurisma de la arteria comunicante anterior) o con un subconjunto específico de demencias.
Aunque sigue siendo un área de investigación en curso, el cerebro anterior basal está implicado en el fenómeno de la confabulación. Las personas que confabulan presentan recuerdos incorrectos que van desde sutiles inexactitudes hasta fabricaciones surrealistas, y pueden incluir confusión o distorsión en el marco temporal (momento, secuencia o duración) de los recuerdos. En general, se muestran muy seguros de sus recuerdos, incluso cuando se les cuestiona con pruebas contradictorias.

## Visión general
La confabulación se produce cuando los individuos recuerdan erróneamente información falsa, sin intención de engañar. El daño cerebral, la demencia y el toxíndrome anticolinérgico pueden causar esta distorsión.
Existen dos tipos de confabulación: provocada y espontánea, con dos distinciones: verbal y conductual. Las declaraciones verbales, la información falsa y el desconocimiento de la distorsión por parte del paciente se asocian con este fenómeno. La estructura de la personalidad también desempeña un papel en la confabulación.
Se han desarrollado numerosas teorías para explicar la confabulación. Las neuropsicológicas sugieren que la disfunción cognitiva causa la distorsión. Las teorías de la autoidentidad postulan que las personas confabulan para preservarse a sí mismas. La teoría de la temporalidad cree que la confabulación se produce cuando un individuo no puede situar adecuadamente los acontecimientos en el tiempo. Las teorías del seguimiento y de la recuperación estratégica sostienen que la confabulación surge cuando los individuos no pueden recordar correctamente o supervisar sus recuerdos tras la recuperación. Las teorías de la función ejecutiva y de la representación borrosa también intentan explicar por qué se produce la confabulación.
La confabulación puede producirse en caso de lesiones o enfermedades del sistema nervioso, como el síndrome de Korsakoff, la enfermedad de Alzheimer, la esquizofrenia y las lesiones cerebrales traumáticas. Se cree que el lóbulo frontal derecho del cerebro está dañado, lo que provoca falsos recuerdos. Los niños son especialmente susceptibles a la confabulación forzada, ya que son muy impresionables. La retroalimentación puede aumentar la confianza en los falsos recuerdos. En raras ocasiones, la confabulación se produce en personas normales.
Para estudiar la confabulación pueden utilizarse diferentes pruebas de memoria, incluidas tareas de reconocimiento y tareas de recuerdo libre. El tratamiento depende de la causa subyacente de la distorsión. Las investigaciones en curso pretenden desarrollar una batería de pruebas estándar para discernir entre los distintos tipos de confabulaciones, distinguir los delirios de las confabulaciones, comprender el papel de los procesos inconscientes e identificar las confabulaciones patológicas y no patológicas.

## Descripción
La confabulación se distingue de la mentira en que no hay intención de engañar y la persona no es consciente de que la información es falsa. Aunque los individuos pueden presentar información descaradamente falsa, la confabulación también puede parecer coherente, internamente consistente y relativamente normal.
La mayoría de los casos conocidos de confabulación son sintomáticos de daño cerebral o demencias, como el aneurisma, la enfermedad de Alzheimer o el síndrome de Wernicke-Korsakoff (una manifestación común de la deficiencia de tiamina causada por el trastorno por consumo de alcohol). Además, la confabulación suele producirse en personas con toxíndrome anticolinérgico cuando se les interroga sobre comportamientos extraños o irracionales.
Los recuerdos confabulados de todo tipo se producen con mayor frecuencia en la memoria autobiográfica y son indicativos de un proceso complicado e intrincado que puede descarriarse en cualquier momento durante la codificación, el almacenamiento o la evocación de un recuerdo. Este tipo de confabulación se observa con frecuencia en el síndrome de Korsakoff.

### Tipos
A menudo se distinguen dos tipos de confabulación:
- Confabulaciones provocadas (momentáneas o secundarias): representan una respuesta normal a un recuerdo defectuoso. Son comunes tanto en la amnesia como en la demencia[7] y pueden hacerse evidentes durante las pruebas de memoria.[8]
- Confabulaciones espontáneas (o primarias): no se producen en respuesta a una señal[8] y parecen ser involuntarias.[9] Son relativamente poco frecuentes, más comunes en casos de demencia, y pueden ser el resultado de la interacción entre la patología del lóbulo frontal y la amnesia orgánica.[7]

Otra distinción es la que existe entre:
- Confabulaciones verbales: falsos recuerdos hablados, el tipo más común
- Confabulaciones conductuales: ocurren cuando un individuo actúa acorde a sus falsos recuerdos

## Signos y síntomas
La confabulación se asocia a varias características:
1. Suele consistir en enunciados verbales, pero también puede consistir en gestos o acciones no verbales.
2. Puede incluir información autobiográfica y no personal, como hechos históricos, cuentos de hadas u otros aspectos de la memoria semántica.
3. El relato puede ser fantástico o coherente.
4. Tanto la premisa como los detalles del relato pueden ser falsos.
5. El relato suele extraerse de la memoria del paciente de experiencias reales, incluidos pensamientos pasados y actuales.
6. El paciente no es consciente de las distorsiones o lo inapropiado del relato, y no se preocupa cuando se le señalan los errores.
7. No hay ninguna motivación oculta detrás del relato.
8. La estructura de personalidad del paciente puede influir en su disposición a confabular.[4]

## Teorías
Las teorías sobre la confabulación son muy variadas. Algunas teorías proponen que las confabulaciones representan una forma de que las personas con problemas de memoria mantengan su autoidentidad. Otras teorías utilizan vínculos neurocognitivos para explicar el proceso de confabulación. Otras teorías enmarcan la confabulación en torno al concepto más familiar de delirio. Otros investigadores enmarcan la confabulación dentro de la teoría de la representación borrosa. Por último, algunos investigadores reclaman teorías que se basen menos en explicaciones neurocognitivas y más en relatos epistémicos.

### Teorías neuropsicológicas
Las teorías más populares sobre la confabulación proceden del campo de la neuropsicología o la neurociencia cognitiva. Las investigaciones sugieren que la confabulación está asociada a una disfunción de los procesos cognitivos que controlan la recuperación de la memoria a largo plazo. Los daños en el lóbulo frontal suelen alterar este proceso, impidiendo la recuperación de la información y la evaluación de su resultado. Además, los investigadores sostienen que la confabulación es un trastorno derivado de un fallo en la "monitorización de la realidad/supervisión de la fuente" (es decir, decidir si un recuerdo se basa en un hecho real o si es imaginario).
Algunos neuropsicólogos sugieren que los errores en la recuperación de información de la memoria a largo plazo realizados por sujetos normales implican componentes diferentes de los procesos de control que los errores cometidos por los confabuladores. Kraepelin distinguió dos subtipos de confabulación, uno de los cuales denominó confabulación simple, causada en parte por errores en el orden temporal de acontecimientos reales. La otra variedad la denominó confabulación fantástica, que consistía en afirmaciones extrañas y manifiestamente imposibles que no tenían su origen en la memoria real.
La confabulación simple puede deberse a daños en los sistemas de memoria del lóbulo temporal medio. Las confabulaciones fantásticas revelan una disfunción del sistema supervisor, que se cree que es una función de la corteza frontal.

### Teoría de la propia identidad
Algunos sostienen que las confabulaciones tienen un componente emocional egoísta en las personas con déficits de memoria que ayuda a mantener un autoconcepto coherente. En otras palabras, las personas que confabulan están motivadas para hacerlo, porque tienen lagunas en su memoria que quieren rellenar y cubrir. Las personas con trastornos de la personalidad y rasgos narcisistas confabulan para preservar su falsa autoimagen y su distorsionada visión del mundo.

### Teoría de la temporalidad
Según la teoría de la temporalidad, las confabulaciones se producen cuando una persona es incapaz de situar correctamente los acontecimientos en el tiempo. Así, una persona puede declarar correctamente una acción que realizó, pero decir que la hizo ayer, cuando la hizo hace semanas. En la teoría de la memoria, la conciencia y la temporalidad, la confabulación se produce debido a un déficit en la conciencia temporal.

### Teoría del seguimiento
Siguiendo una noción similar están las teorías de la realidad y las teorías de seguimiento de la fuente. En estas teorías, la confabulación se produce cuando los individuos atribuyen incorrectamente los recuerdos como realidad, o atribuyen incorrectamente los recuerdos a una determinada fuente. Así, un individuo puede afirmar que un suceso imaginado ocurrió en la realidad, o que un amigo le contó un suceso del que en realidad oyó hablar por televisión.

### Teoría del relato de recuperación estratégica
Los partidarios de la teoría del relato de recuperación estratégica sugieren que las confabulaciones se producen cuando una persona no puede controlar activamente la veracidad de un recuerdo después de recuperarlo. La persona evoca un recuerdo, pero existe algún déficit después de recordarlo que le impide establecer su falsedad.

### Teoría del control ejecutivo
Otros proponen que todos los tipos de recuerdos falsos, incluida la confabulación, encajan en un modelo general de memoria y función ejecutiva. En 2007, se propuso un esquema para la confabulación que afirmaba que la confabulación es el resultado de dos cosas: Problemas con el control ejecutivo y problemas con la evaluación. En el déficit de control ejecutivo, el recuerdo incorrecto se recupera del cerebro. En el déficit evaluativo, el recuerdo se aceptará como una verdad debido a la incapacidad de distinguir una creencia de un recuerdo real.

### En el contexto de las teorías del delirio
Los modelos recientes de la confabulación han intentado basarse en el vínculo entre el delirio y la confabulación. Más recientemente, una explicación del seguimiento del delirio, aplicada a la confabulación, propuso la inclusión tanto del procesamiento consciente como del inconsciente. La afirmación era que, al englobar la noción de ambos procesos, se podrían explicar mejor las confabulaciones espontáneas frente a las provocadas.
En otras palabras, hay dos formas de confabular. Una es la inconsciente y espontánea, en la que un recuerdo no pasa por ningún proceso lógico ni explicativo. La otra es la forma consciente y provocada, en la que el individuo evoca un recuerdo intencionadamente para explicar algo confuso o inusual.

### Teoría de la representación borrosa
La teoría de la representación borrosa (Fuzzy-Trace Theory o FTT en inglés), es un concepto que se aplica más comúnmente a la explicación de las decisiones de valoración. Según esta teoría, los recuerdos se codifican tanto de forma general (esencia o gist) como específica (literal o verbatim). Por lo tanto, una confabulación podría ser el resultado de evocar un recuerdo literal incorrecto o de ser capaz de recordar la parte esencial, pero no la parte literal.
La FTT utiliza un conjunto de cinco principios para explicar los fenómenos de falsa memoria:
- El Principio 1 sugiere que los sujetos almacenan información literal y esencial de forma paralela. Ambas formas de almacenamiento afectan al contenido superficial de una experiencia.
- El Principio 2 comparte factores de recuperación de rastros esenciales y literales.
- El Principio 3 se basa en los procesos de doble oposición en la falsa memoria. Por lo general, la recuperación de lo esencial favorece el falso recuerdo, mientras que la recuperación de lo literal lo suprime.
- El Principio 4 se basa en la variabilidad del desarrollo. A medida que un niño se convierte en adulto, se produce una mejora evidente en la adquisición, retención y recuperación tanto de la memoria literal como de la memoria esencial. Sin embargo, al final de la edad adulta se produce un declive en estas capacidades.
- El Principio 5 explica que el procesamiento literal y el procesamiento esencial provocan recuerdos vívidos.

La teoría de la representación borrosa, que se rige por estos 5 principios, ha demostrado ser útil para explicar la falsa memoria y generar nuevas predicciones sobre ella.

### Teoría epistémica
Sin embargo, no todas las teorías se centran tanto en los aspectos neurocognitivos de la confabulación. Algunos atribuyen la confabulación a relatos epistémicos. En 2009, las teorías sobre la causalidad y los mecanismos de la confabulación fueron criticadas por centrarse en los procesos neuronales, que son poco claros, así como por hacer hincapié en la negatividad de los falsos recuerdos. Los investigadores propusieron que una explicación epistémica de la confabulación abarcaría mejor tanto las ventajas como los inconvenientes del proceso.

## Presentación

### Afecciones neurológicas y psicológicas asociadas
Las confabulaciones suelen ser síntomas de diversos síndromes y psicopatologías en la población adulta, como el síndrome de Korsakoff, la enfermedad de Alzheimer, la esquizofrenia y las lesiones cerebrales traumáticas.
El síndrome de Wernicke-Korsakoff es un trastorno neurológico caracterizado típicamente por años de consumo excesivo de alcohol y una deficiencia nutricional de tiamina. La confabulación es un síntoma destacado de este síndrome. Un estudio sobre la confabulación en pacientes de Korsakoff descubrió que están sujetos a la confabulación provocada cuando se les hacen preguntas relacionadas con la memoria episódica, no con la memoria semántica, y cuando se les hacen preguntas en las que la respuesta adecuada sería "no lo sé", lo que sugiere que la confabulación en estos pacientes es "específica del dominio". Además, los pacientes de Korsakoff que confabulan son más propensos que los adultos sanos a reconocer falsamente palabras distractoras, lo que sugiere que el reconocimiento falso es un "comportamiento confabulatorio".
La enfermedad de Alzheimer es una afección con componentes neurológicos y psicológicos. Es una forma de demencia asociada a una disfunción grave del lóbulo frontal. La confabulación en individuos con Alzheimer suele ser más espontánea que en otras afecciones, especialmente en las fases avanzadas de la enfermedad. Los pacientes de Alzheimer demuestran una capacidad de codificación de la información comparable a la de los ancianos sanos, lo que sugiere que las alteraciones en la codificación no están asociadas a la confabulación. Sin embargo, como se observa en los pacientes de Korsakoff, la confabulación en los pacientes de Alzheimer es mayor cuando se les plantean preguntas que investigan la memoria episódica. Los investigadores sugieren que esto se debe al daño en las regiones corticales posteriores del cerebro, que es un síntoma característico de la enfermedad de Alzheimer.
La esquizofrenia es un trastorno psicológico en el que a veces se observa confabulación. Aunque la confabulación suele ser coherente en su presentación, las confabulaciones de los pacientes esquizofrénicos suelen ser delirantes. Los investigadores han observado que estos pacientes tienden a inventar delirios sobre la marcha que suelen ser fantásticos y se vuelven cada vez más elaborados con el interrogatorio. A diferencia de los pacientes con enfermedad de Korsakoff y Alzheimer, los pacientes con esquizofrenia son más propensos a la confabulación cuando se les hacen preguntas sobre sus recuerdos semánticos, en contraposición a las preguntas sobre la memoria episódica. Además, la confabulación no parece estar relacionada con ningún déficit de memoria en los pacientes esquizofrénicos. Esto es contrario a la mayoría de las formas de confabulación. Además, las confabulaciones de los pacientes esquizofrénicos no suelen implicar la creación de información nueva, sino un intento del paciente de reconstruir detalles reales de un suceso pasado.
El traumatismo craneoencefálico (TCE) también puede provocar confabulación. Las investigaciones han demostrado que los pacientes con daños en el lóbulo frontal medial inferior confabulan significativamente más que los pacientes con daños en el área posterior y los controles sanos, lo que sugiere que esta región es clave para producir respuestas confabulatorias, y que el déficit de memoria es importante pero no necesario en la confabulación. Además, las investigaciones sugieren que la confabulación puede observarse en pacientes con síndrome del lóbulo frontal, que implica una lesión en el lóbulo frontal como resultado de una enfermedad o un TCE Por último, la rotura de la arteria comunicante anterior o posterior, la hemorragia subaracnoidea y la encefalitis también son posibles causas de confabulación.

### Localización de las lesiones cerebrales
Se cree que la confabulación es el resultado de un daño en el lóbulo frontal derecho del cerebro. En concreto, el daño puede localizarse en los lóbulos frontales ventromediales y otras estructuras alimentadas por la arteria comunicante anterior (ACoA), incluido el cerebro anterior basal, el septo, el fórnix, el giro cingulado, el cíngulo, el hipotálamo anterior y la cabeza del núcleo caudado.

### Diferencias en el desarrollo
Aunque algunas publicaciones recientes sugieren que los adultos mayores pueden ser más propensos que los jóvenes a tener recuerdos falsos, la mayoría de las investigaciones sobre la confabulación forzada se centran en los niños. Los niños son especialmente propensos a las confabulaciones forzadas debido a su alta sugestionabilidad. Cuando se les obliga a recordar sucesos confabulados, es menos probable que los niños recuerden que habían confabulado previamente estas situaciones y es más probable que recuerden estas confabulaciones como sucesos reales que ocurrieron.
Las investigaciones sugieren que esta incapacidad para distinguir entre acontecimientos pasados confabulados y reales se centra en diferencias de desarrollo en la supervisión de la fuente. Debido al subdesarrollo de las habilidades de codificación y razonamiento crítico, la capacidad de los niños para distinguir los recuerdos reales de los falsos puede estar mermada. También puede ser que los niños más pequeños carezcan de los procesos de metamemoria necesarios para recordar los sucesos confabulados frente a los no confabulados.
Los procesos de metamemoria de los niños también pueden estar influidos por expectativas o sesgos, en el sentido de que creen que las situaciones falsas muy plausibles no se confabulan. Sin embargo, cuando se comprueba a sabiendas su exactitud, es más probable que los niños respondan "no lo sé" en una proporción comparable a la de los adultos ante preguntas sin respuesta que confabulando.
En última instancia, los efectos de la desinformación pueden minimizarse adaptando las entrevistas individuales a la etapa de desarrollo específica, a menudo basada en la edad, del participante.

### Confabulaciones provocadas vs. espontáneas
Hay pruebas que apoyan diferentes mecanismos cognitivos para la confabulación provocada y espontánea. Un estudio sugirió que la confabulación espontánea puede ser el resultado de la incapacidad de un paciente amnésico para distinguir el orden cronológico de los acontecimientos en su memoria. Por el contrario, la confabulación provocada puede ser un mecanismo compensatorio, en el que el paciente intenta compensar su deficiencia de memoria intentando demostrar competencia en el recuerdo.

### Confianza en los falsos recuerdos
La confabulación de sucesos o situaciones puede conducir a la aceptación final de la información confabulada como verdadera. Por ejemplo, las personas que mienten a sabiendas sobre una situación pueden llegar a creer que sus mentiras son verdaderas con el tiempo. En una entrevista, es más probable que las personas confabulen en situaciones en las que otra persona les presenta información falsa, a diferencia de cuando son ellas mismas las que generan esas falsedades. Además, es más probable que las personas acepten información falsa como verdadera cuando se les entrevista más tarde (después del suceso en cuestión) que cuando se les entrevista inmediatamente o poco después del suceso.
También se ha demostrado que la respuesta afirmativa a las respuestas confabuladas aumenta la confianza del confabulador en su respuesta. Por ejemplo, en la identificación de culpables, si un testigo identifica falsamente a un miembro de una rueda de reconocimiento, tendrá más confianza en su identificación si el entrevistador le da una respuesta afirmativa. Este efecto de la retroalimentación confirmatoria parece perdurar en el tiempo, ya que los testigos incluso recordarán la información confabulada meses después.

### En sujetos normales
En raras ocasiones, la confabulación también puede observarse en sujetos normales. Actualmente no está claro cómo individuos completamente sanos producen confabulaciones. Es posible que estos individuos estén en proceso de desarrollar algún tipo de condición orgánica que esté causando sus síntomas de confabulación. Sin embargo, no es infrecuente que la población general muestre algunos síntomas muy leves de confabulaciones provocadas. Las distorsiones sutiles y las intrusiones en la memoria son producidas comúnmente por sujetos normales cuando recuerdan algo mal.

## Diagnóstico y tratamiento
Las confabulaciones espontáneas, debido a su naturaleza involuntaria, no pueden manipularse en un entorno de laboratorio. Sin embargo, las confabulaciones provocadas pueden investigarse en diversos contextos teóricos. Los mecanismos que subyacen a las confabulaciones provocadas pueden aplicarse a los mecanismos de confabulación espontánea. La premisa básica de la investigación de la confabulación consiste en encontrar errores y distorsiones en las pruebas de memoria de un individuo.

## Listas Deese-Roediger-McDermott
Las confabulaciones pueden detectarse en el contexto del paradigma Deese-Roediger-McDermott utilizando las listas Deese-Roediger-McDermott. Los participantes escuchan grabaciones de audio de varias listas de palabras centradas en un tema, conocido como palabra crítica. Posteriormente, se pide a los participantes que recuerden las palabras de su lista. Si el participante recuerda la palabra crítica, que nunca figuraba explícitamente en la lista, se considera una confabulación. Los participantes suelen tener un falso recuerdo de la palabra crítica.

### Tareas de reconocimiento
Las confabulaciones también pueden investigarse mediante tareas de reconocimiento continuo, que suelen utilizarse junto con índices de confianza. Generalmente, en una tarea de reconocimiento, se presentan imágenes a los participantes rápidamente. Algunas de estas imágenes se muestran una vez, mientras que otras se muestran varias veces. Los participantes pulsan una tecla si han visto la imagen anteriormente. Tras un periodo de tiempo, los participantes repiten la tarea. Un mayor número de errores en la segunda tarea, frente a la primera, es indicativo de confusión, lo que representa falsos recuerdos.

### Tareas de recuerdo libre
Las confabulaciones también pueden detectarse mediante una tarea de recuerdo libre, como la tarea de autonarración. Se pide a los participantes que recuerden historias (semánticas o autobiográficas) que les resulten muy familiares. Las historias recordadas se codifican para detectar errores que podrían clasificarse como distorsiones en la memoria. Las distorsiones podrían incluir la falsificación de elementos verdaderos de la historia o la inclusión de detalles de una historia completamente diferente. Errores como éstos serían indicativos de confabulaciones.

### Tratamiento
El tratamiento de la confabulación depende en cierta medida de la causa o el origen, si es identificable. Por ejemplo, el tratamiento del síndrome de Wernicke-Korsakoff implica grandes dosis de vitamina B para revertir la deficiencia de tiamina. Si no hay una causa fisiológica conocida, se pueden utilizar técnicas cognitivas más generales para tratar la confabulación. Un estudio de casos publicado en 2000 demostró que el entrenamiento en automonitorización (Self-Monitoring Training, SMT) reducía las confabulaciones delirantes. Además, las mejoras se mantuvieron durante un seguimiento de tres meses y se observó que se generalizaban a los entornos cotidianos. Aunque este tratamiento parece prometedor, son necesarias investigaciones más rigurosas para determinar la eficacia del SMT en la población general de confabuladores.

## Investigación
Aunque en los últimos años se ha avanzado mucho en el conocimiento de la confabulación, aún queda mucho por aprender. Un grupo de investigadores en particular ha planteado varias cuestiones importantes para futuros estudios. Sugieren que se necesita más información sobre los sistemas neuronales que sustentan los distintos procesos cognitivos necesarios para el seguimiento normal de la fuente. También propusieron la idea de desarrollar una batería de pruebas neuropsicológicas estándar capaz de discriminar entre los distintos tipos de confabulaciones. Y existe un debate considerable sobre cuál es el mejor enfoque para organizar y combinar los enfoques neuroimagenológicos, farmacológicos y cognitivo-conductuales para comprender la confabulación.
En un reciente artículo de revisión, otro grupo de investigadores contempla cuestiones relativas a las distinciones entre delirios y confabulaciones. Se preguntan si los delirios y la confabulación deben considerarse trastornos distintos o superpuestos y, en caso afirmativo, en qué grado. También discuten el papel de los procesos inconscientes en la confabulación. Algunos investigadores sugieren que los procesos emocionales y motivacionales inconscientes son potencialmente tan importantes como los problemas cognitivos y de memoria.
Por último, plantean la cuestión de dónde trazar la línea entre lo patológico y lo no patológico: las creencias similares a los delirios y las fabulaciones similares a la confabulación se observan con frecuencia en individuos sanos. ¿Cuáles son las diferencias importantes entre los pacientes de etiología similar que confabulan y los que no? Dado que la línea entre lo patológico y lo no patológico es probablemente borrosa, ¿deberíamos adoptar un enfoque más dimensional de la confabulación?
Las investigaciones sugieren que la confabulación se produce a lo largo de un continuo de inverosimilitud, extrañeza, contenido, convicción, preocupación y angustia, e impacto en la vida diaria.